# Marcel Guguianu
Marcel Guguianu (n. 28 iunie 1922, Bârlad, județul Vaslui — d.12 iunie 2012, București) a fost un sculptor român.

## Date biografice
A urmat cursurile unei școli primare din Bârlad și o parte a celor secundare pe care le termină în Galați. În continuare a frecventat cursurile și lucrările Școlii de belle arte din București (1941 – 1945), la clasa lui Corneliu Medrea. A funcționat ca profesor de desen și caligrafie la școlile din Bârlad: Liceul "Gh. Roșca Codreanu", "Liceul Comercial de băieți", "Liceul Industrial de băieți". Între 1954 – 1956 a lucrat la Iași, ocupându-se cu restaurarea unor monumente istorice din Iași și din Bârlad. Din 1948 participă cu lucrări de sculptură la expoziții anuale și bienale. Din 1956 a devenit membru al Uniunii Artiștilor Plastici.
Se mută în București în 1956. A participat la expozițiile din Budapesta, Odense, Roma, San Marino, Napoli, Aradjelovač, Belgrad, Montpellier, Paris, Sao Paolo, New York, Ankara, Mali, Washington, Sevilla, Miami. Are o colecție muzeală, care-i poartă numele, la Contess Madelaine din New York. În 1992 s-a creat Fundația "Marcel Guguianu". Este membru al Diviziei Culturale a Băncii Mondiale. Au demarat lucrările pentru Complexul muzeal Marcel Guguianu, în zona centrală a orașului, vis-á-vis de Muzeul „Vasile Pârvan”, care va adăposti impresionanta sa colecție.În semn de adâncă prețuire față de elevul său, conducerea liceului în care Marcel Guguianu a învățat și predat, a hotărât ca liceul să se numească Colegiul Tehnic Marcel Guguianu Zorleni"
Marcel Guguianu a fost membru fondator al „Clubului România - UNESCO”

## Participări la manifestări internaționale
- 1972 Iugoslavia Simpozionul internațional "Coroana Alba", Arandelovac
- 1973 Italia	Bienala de artă plastică, Napoli
- 1975 România	Simpozionul internațional "Brâcuși", Mogoșoaia
- 1978 Ungaria	Bienala internațională de sculptură mica, Budapesta
- 1979 Iugoslavia	Simpozionul aniversar UNESCO, Belgrad
- 1980 Iugoslavia	Simpozionul internațional "Coroana Alba", Arandelovac
- 1983 Italia	Concursul internațional de arta plastica "Nissida d'Oro", Napoli
- 1984 Franta	Salonul de Toamnă, Paris
- 1985 Franta	Delfo, Paris
- 1985 Brazilia	Bienala internațională '85, Sao Paolo
- 1986 Melopolis	Paris-Geneve
- 1988 Olanda	Amsterdam
- 1989 Franta	Salonul Independenților Grand Palais, Paris
- 1991 Turcia	Muzeul de Stat, Ankara
- 1991 Belgia	Centrul Cultural Mechelen, Mali
- 1992 S.U.A.	Very Special Arts Gallery, Washington D.C.
- 1992 Spania	Expoziția Univers, Sevilla
- 1992 S.U.A.	Colecție permanentă bronz și marmură, New York
- 1993 S.U.A.	Colecționari de artă, S.U.A., New York
- 1993 România	Expopinacoteca Ministerului Afacerilor Externe, București
- 1993 S.U.A.	Expoziția Washington D.C.
- 1994 S.U.A.	Ambasada României, Washington D.C.
- 1994 S.U.A.	Very Special Arts Gallery, Washington D.C.
- 1996 S.U.A.	Mai, iunie - EXPO Internațional Pinacoteca Băncii Mondiale, Washington
- 1997 S.U.A.	Fondul Monetar Internațional - Washington D.C.

## Expoziții personale
- 1949	România
- 1973	România
- 1975	România
- 1976	România
- 1976	Danemarca - Odense - Kulturhaus
- 1978	Italia - Roma - Galeria "Toni Nelli"
- 1979	Italia - Roma - Academia Româna
- 1981	San Marino - The Art Gallery, Palatul Turismului
- 1983	Franța - Montpellier, "VIGAN"
- 1989	S.U.A. - New York - Countess Madeleine Galleries
- 1991	S.U.A. - Retrospectiva Countess Madeleine Galleries
- 1992	S.U.A. - New York - Centrul Cultural Român
- 1993	S.U.A. - New York
- 1993	România - Bucuresti , Ministerul Afacerilor Externe
- 1993	S.U.A. - Washington D.C., Ambasada României
- 1994	S.U.A. - Washington D.C., Very Specials
- 1994	S.U.A. - Northampton, Massachusetts, Smith College
- 1994	S.U.A. - Washington INTELSAT
- 1995	S.U.A. - Washington, Banca Mondială
- 1996	S.U.A. - Washington, Banca Mondială
- 1996	Craiova - Retrospectiva
- 1997	Fondul Monetar International - Washington D.C.
- 2007 Retrospectiva Marcel Guguianu Sala Dalles,București

## Premii și distincții
- 1972 "Placheta de Onoare" a Simpozionului International Arandelovac, Yugoslavia
- 1972 Placheta de onoare a Bienalei din Napoli
- 1972 Diploma Senne' a "Academiei Internaționale Pontzen"
- "Diploma de Merit" a municipalitatii orasului Galati, România 1973
- 1973"Premiul anual de sculptura" atribuit de revista "Saptamâna Culturala", Bucuresti, România
- 1975 Diploma Benemerenza
- 1975 "Palme d'or" al Academiei de Arta si Cultura din Napoli, Italia
- 1981 Medalia de aur și placheta de onoare a Republicii San Marino (1981),
- 1983 Premiul I la concursul Nissida D’Oro
- 1974 "Diploma de Merit" a Academiei din Pontzen, Italia
- 1987 Editarea timbrului filatelic "San Marino-Neutralitate
- 1995 Membru al diviziei de cultură a Băncii Mondiale, Washington;
- Statueta "Ciocârlia" devine Emblema diviziei de cultura a Bancii Mondiale, Washington
- Premiul special al Academiei Româno-Americane pentru sculptura "Ionel Jianu"
- 1996 Varianta "Ciocârliei" - Premiul perpetuu PROVICTORIA în cinematografie
- 1997 Cetățean de Onoare al municipiului Bârlad
- 1999 Cetățean de Onoare al municipiului Mehedinți
- 2000 Premiul Fundatței România Mare
- 2001 Medalia de Aur a Academiei de Arte din Brazilia
- 2002 Ordinul Steaua României în grad de cavaler [4]
- 2004 Medalia de merit a Pavilionului Marcel Guguianu, Bârlad
- Este menționat în celebrul Dicționar Who s Who
- 2004 Omul Anului 2004,Institutul Biografic American
- 2006 Cetățean de Onoare al Municipiului București
- 2009 Steaua Marelui Priorat General Magistral al Romaniei al Ordinului Suprem Militar al Templului din Ierusalim
- Cu ocazia aniversării a 80 de ani de viață și peste 60 de ani de activitate (11 iulie 2002), a primit înalta distincție Steaua României în Grad de Cavaler, din partea președintelui României, Ion Iliescu, în cadrul unei ceremonii la Palatul Cotroceni

## Opere reprezentative
- Grup statuar Tinerețe - statuie monumentală în bronz, Fântâna din fața corpului B al Universității din Iași, România (1959)
- Dalila - Figură monumentală în bronz, Muzeul in aer liber, Arandelovac, Iugoslavia
- Auroră și amurg - Figuri în marmură, Teatrul Național din București, România
- Timpul și clio - Marmură monumentală, Iugoslavia
- Neutralitate - statuie în marmură, San Marino
- Selene - Marmură, colecție de stat, România
- Antineea - Marmură monumentală, colecție particulară, Canada
- Meditație - Marmură, colecție de stat, România
- Salomea - Figură monumentala în marmură, Belgrad, Iugoslavia
- Dalila - Figură monumentală în marmură, Paris, Franta
- Pieta - Figură monumentală în marmură, România
- Victorie - Figură monumentală în bronz, Iași, România
- In memorarum - Marmură monumentală, colecție de stat, România
- Maternitate - Marmură monumentală, colecție de stat, România
- Aarmonie - Marmură, colecție particulară, Viena, Austria
- Extaz - Marmură monumentală, colecție particulară, București, România
- Eminescu - Bust bronz monumental, Focșani, România
- Eminescu- Bust bronz- semnat de autor, Bârlad - amplasat în fața Centrului "Mihai Eminescu".
- Nostalgie - Bronz, colecție particulară, România
- Ciocârlia - Bronz, colecție particulară, NewYork, SUA
- Clio - Marmură monumentală, Copenhaga, Danemarca
- Ciocârlia - Bronz, Fundația "John F. Kennedy" , Washington, SUA
- Luchian - Piatră monumentală, Botoșani, România
- Eminescu -Bust monumental, Cernăuți
- Aurora - Nud monumental, marmură, NewYork, SUA
- Tors - Bronz monumental, Președinția Republicii Ungaria
- Concorde - Marmură, Miami, SUA
- Pieta - Bronz, Muzeul Bruckental, Sibiu, România
- Luchian - Statuie bronz, Muzeul Craiova, România
- Clio - Marmură monumentală, colecție particulară, NewYork, SUA
- Nostalgie - Marmură monumentală, colecție particulară, NewYork, SUA
- Remember - Bronz, colecție particulară, Buenos Aires, Argentina
- Iudith - Marmură monumentală, colecție particulară, Miami, SUA
- Selen - Tors marmură, Pinacoteca INTELSAT, Washington, SUA
- Ciocârlia - Tors bronz, Pinacoteca World Bank, Washington, SUA

## Alocuțiunea maestrului Guguianu la vernisajul Băncii Mondiale,Washington,18 ianuarie 2006
- Cer îngaduinta de a ma alatura oaspetilor de marca din Carpatii României, concentateni din tara unde prietenia se consfinteste adesea cu daruri. Astazi, este prilejul de a confirma acest obicei al poporului român prin bucuria cu care oferim înaltului amfitrion al acestui moment de cultura o lucrare din aceasta expozitie, lucrare ce reprezinta o silueta feminina în bronz cu trup de pasare. Este vorba de o legenda ce se refera la o fecioara de pe plaiurile Carpato-Danubiene (România) care se înnamoreaza de Soare, bucurându-se în diminetile când el rasare în aurora si se întristeaza în amurg. Însa mama Soarelui Natura, nu îngaduie acest amor îndraznet si, în obiceiul pamântului, trimite blestem asupra copilei, transformând-o în pasare, acea pasare ce în zilele noastre are zborul spre Soare, numindu-se în graiul românesc Ciocârlia (Lia). Poeti si artisti au rememorat în creatiile lor aceasta fantasma populara, ducând-o la acel simbol caracteristic poporului român, cu aspiratii la libertate, independenta, neutralitate. Se spun ca valoarea acestei opere de arta, daca este valoare, creste dupa moartea artistului. Dar sa nu va grabiti, caci oricum nu va va scoate dintr-un impas financiar… Am oferit cu placere acest simbol al unui popor ce traieste linistea muntilor si glasul apelor ce curg în oceanele lumii, gânduri de întelegere între oameni”.[5]
- Marcel GUGUIANU: Schițe și aforisme
- "Ale mele marmure au sufletul unor picături de rouă."[6]. "Totul e sub pecetea tainei! Nu știu dacă am ceva de spus dar aș vrea să spun în ceea ce fac ca artist"[6]. "Sculptorul vede cu mâinile."[7] "Desenul e patriarhul artelor plastice"[8]. " De câte ori încerc să fac portretul lui Eminescu, îmi dau seama că mă obrăznicesc."[8] "Deagostea e un act de încredere, astfel că acela care are încredere puțină va căpăta tot atâta iubire."[8]
- Fragmente din discursuri
- " Sub această cupolă curtenitoare cu lumea văzduhului, prin sateliții săi în chip de amanți ai nimfelor cerului, mă simt cu capul în nori și trăiesc un vis hiperionic. Însă, în bună cuviință revin între dumneavoastră, cei care mă onorați ca mesager, autor al acestui simbol selenic, dăruit de către concetățenii mei din străvechea obârșie în Carpații României, popor care trăiește liniștea munților și glasul râurilor, gândind adesea și la faptul că știința, în stimulări reciproce cu arta, luminează mințile și adapă sufletele cu năzuinți de concordie în cer și pre pământ."(Marcel Guguianu-Vernisaj Intelsat, Washington, 5 decembrie 1994) [9]

## Aprecieri
- Lui Marcel "Cu toată perseverența ai parcurs drumul ce ți-a fost hotărât.

Te-ai străduit cu răbdarea celor chemați de a mai adăuga o piatră la marele edificiu al artei.
Te-ai obișnuit cu putințe si neputințe și de multe ori cu împrejurări potrivnice.
Vrăjit, când de unduirea caldă a marmorei, când de incandescența sclipitoare a bronzului, ai răzbit învingând greutățile pe drumul alunecos și plin de capricii al artei.
Cu sfântă dragoste și timiditate te-ai apropiat de sculptură - de această doamnă atât de mofturoasă - căreia te-ai dăruit cu pasiune de amant credincios. Răsplata ți-a fost izbânda și locul ce-l ocupi în plastica românească."Ion Irimescu.
- Ionel Jianu

„Exista sculptori care sculpteaza liniștea. Exista sculptori care sculpteaza spatiul si altii violenta. 
Marcel Guguianu sculpteaza tandretea. El iubeste marmura alba de Carpati, la fel si pe cea cu nuantele de mozaic ale Muntilor Pentelici. El evita planurile unghiulare, dure, taietoase pentru a privilegia curbele lente si sinuoase, suprafetele uniforme, continue, fluide pe care lumina aluneca în mângâieri imperceptibile. Umbrei, el îi prefera lumina. 
Contrastelor frapante, armonia. Constructiilor rigide, compozitia cu rezonante muzicale, poetice… 
Sculpturile lui Marcel Guguianu nu se odihnesc pe soclurile lor. Ele se detaseaza de acestea si se înalta într-o dinamica lenta a ascensiunii. Ele sunt suple si improbabile asemenea plantelor în plina crestere. Apartin sculpturii organice pe linia lui Brâncusi si a lui Jean Arp care au inaugurat, la începutul acestui secol, o sculptura eliberata de reprezentarea figurativa si vexata a realitatii pentru a preconiza o arta libera de toate detaliile inutile si bazata pe constiinta formei pure…”
- Marin Sorescu

„Atelierul lui Guguianu din Bucuresti e plin de torsuri, Victorii si Venere cât podul palmei, care însa deabia asteapta stânca de granit sau bucata de marmora pentru a creste în ele, generos, ca niste oua de vultur din care ies brusc aripi. Tandru cântaret al femeii, sculptorul slefuieste îndelung formele, savant stilizate si esentializate, ce pastreaza însa în lujerul trupului întreaga sugestie carnala. Desi pastreaza în ele caldura si ideea de intimitate, lucrarile lui Guguianu reclama spatii mari, aerisite, rolul lor parând a fi tocmai umanizarea unor geometri rigide, a unor piete sufocate de masini, ori a edificiilor de beton a căror sobrietate depersonalizanzta cere neaparat un recurs la suflet. Decorativul si senzatia de degajare, plina de farmec si limpezire, se pastreaza si în desenele sale pe care le-am admirat în atelier, bucurându-ma ca artistul cultiva harnic si hârtia, “sculptura moale”, ajutându-l desigur sa ciopleasca mai decis pietrele tari si dure din care ies blânde scântei.”
- Gian Marco Vernier – New York 1989

„Un naist român în village New York cânta Ciocârlia, aceasta, în toamna anului 1968. Voiam sa respir „aerul american” lasând în urma o vara europeana încarcata de nori furtunosi. Azi, 1989, dupa 21 de ani, un compatriot de-al lor, un artist complet, un sculptor în plenitudinea creativitatii sale, cu câtiva ani mai mult pe umeri, dar la fel de tânar ca si muzica lor, prezinta unui public expert poezia si mu-zicalitatea formelor.
Dintre statui, femei slefuite de vântul anilor si al suspinelor de îndragostiti, este gata sa-si ia zborul „Ciocârlia” lui. Picioarele abia ating pamântul, fesele aurii se pierd în rotunjimea spatelui, duiosia umerilor care se prelungeste înspre cer prin imaginea bratelor, parca ar sfida atât legea gravitatiei cât si limitele pseudomoralitatii ale celor ce cred numai într-o arta banala si scolareasca.
Asa cum Ciocârlia zboara spre cer fara margini si celelalte statui gândesc, se daruiesc, se elibereaza în formele lor care în gratia miscarii de dans, fara de timp si în transparenta fara spatiu lasa sa se ghiceasca „plenitudinea” din care artistul le-a eliberat pentru a le încredinta unei arte majore, care nu este doar sculptura, ci si pictura, muzica si poezie.
Când privesc spre Manhattan proiectat din mare spre ce, vad în Zgârie-nori „Coloana Infinitului”.
Azi, însa, Marcel Guguianu, un alt original sculptor din Carpatii României, bate cu autoritate la portile Americii. Un public sensibil si inteligent va sti sa-i acorde „lautarii” care sa-l plaseze printr marii maestri ai acelei arte care nu are limite nici în timp nici în spatiu.”
- Sabin Bălașa

„În vremea când toata lumea vorbea în soapta, eu si Marcel Guguianu aveam discutii libere, interminabile, despre eternitate. Acum, când se striga în gura mare, noi, în soapta, (ca sa nu-i deranjam pe altii) ne continuam discutiile despre eternitate(...).
„De când s-a nascut Guguianu si pâna azi, oamenii au fost ocupati cu alte lucruri, unele deloc bune, viata a trecut destul de repede si lumea nu a observat ca este un artist de geniu. A trebui sa treaca o viata, în care timp el a fost ocupat cu arta, iar lumea, cum v-am spus, cu necazurile ei… Sper din tot sufletul sa ne întâlnim la Retrospectiva de 95 de ani!”
Necazurile nu exclud fericirea de a crea si de a trai spiritual.
Marcel Guguianu, ca toti artistii mari, este unic, îsi face arta lui, si traieste în asa fel ca sa o poata face. 
Desi are o adolescenta prelungita, acum, cu ocazia sarbatoririi zilei de nastere, va ajunge la maturitate. 
Îi doresc tinerete eterna”.
- Fănuș Neagu

„Marele sculptor (si pictor, macar în schite moldave) Marcel Guguianu, este nascut în fabulatii voevodale.
Privindu-l (s-ar putea ca optica sa fie deformata de prietenie), Marcel Guguianu are vârsta eternilor îndragostiti de toata curbura Muntilor Carpati, de Iasii Teiului eminescian, de triunghiul Bârladului care duce în moarte din dragoste.
Marcel este îndragostit mereu de toate femeile care ajung soprane deasupra Europei, fluturi multicolori în admiratia lumii si subiecte pentru asezarea în marmura.
Marcel Guguianu se înscrie în zodia marii dainuiri, avându-l cap de linie pe Brâncusi, Medrea, Paciurea, Mantu si ispravind cu din nou nemurirea, ceea ce înseamna, cu Apostu, Irimescu si Anghel si cu toti cei ce vor sui în eposul neamului românesc.
Marcel Guguianu vine din pietrele României si va urca în Muntii Carpati, al acestei tari, ca stânca detunata pe care o vor taia cu dragoste si suferinta toti sculptorii viitorimii numiti de Dumnezeu.
Marcel e de marmura, de cântec si vin baut cu copii din flori.
Marcel sunt eu, tu, el si noi însine. Dincolo de frumusetea lui începe rasaritul soarelui si asfintitul lunii. 
Marcel este singurul sculptor de purpura alba.” Cu dragoste, Fănuș Neagu.
- Marcel Guguianu, în „Top 100” al artistilor lumii

Madalina Firanescu 
Eternul îndragostit de Femeie, cu F mare, ca întrupare a frumosului si a senzualitatii, dar si ca izvor al energiilor creatoare, maestrul Marcel Guguianu ramâne, la cei 85 de ani recent împliniti, un spirit tânar care, prin libertatea gândurilor si fecunda imaginatie, învinge scurgerea timpului.
Acest veritabil reper al vietii artistice românesti, care si-a reglat admiratorii cu o expozitie retrospectiva gazduita înca de Sala Dalles, si-au adaugat, zilele trecute, o noua distinctie în coplesitoare colectie adunata într-o cariera de invidiat. Este vorba despre Diploma decernata de Centrul Biografic International din Cambridge, Marea Britanie, care autentifica includerea acestui român atins de aripa geniului în elita „Top 100 artist 2007”.
Este o noua recunoastere a talentului lui Marcel Guguianu, un sculptor recompensat de-a lungul vremii cu nenumarate premii, dintre care putem aminti: Placheta de onoare a Simpozionului International „Arandelovac”, Iugoslavia (1972), „Diploma de Merit” a Academiei din Pontzen, Italia (1974), „Palme d’or” al Academiei de Arta si Cultura din Napoli, Italia (1975), Placheta si Medalia de aur a Republicii San Marino (1981), titlul de membru al diviziei de cultura a Bancii Mondiale, Washington (1995), divizie a cărei emblema a devenit chiar statueta „Ciocârlia” semnata de artistul român.
Si probabil ca onoranta lista nu se va opri prea curând, pentru ca Marcel Guguianu continua sa lucreze, dar si sa fascineze publicul prin felul unic în care „sculpteaza tandretea”. „Atâta timp cât am sa traiesc, Femeia o sa fie – în sensul frumos-vesnica mea preocupare”, marturisea maestrul. Un moto care explica emotia care tâsneste din lucrarile sale, în care greutatea pasiunii o egaleaza pe cea a marmurei si a bronzului.
- Valentin Ciucă,Marcel Guguianu –seductia feminitatii

Marcel Guguianu – seductia feminitatii
Valentin Ciuca – membru al Asociatiei Internationale a Criticilor de Arta
Daca arta a fost definita drept ceea ce place fara de concept, acest lucru nu înseamna ca artistii nu-si configureaza o viziune si o stilistica menita sa individualizeze creatia proprie si sa poreasca prin cunoastere si sensibil inventarul vizual al umanitatii. Marcel Guguianu, artist preocupat de a face din real o ipoteza de lucru si din simbol o religie, a glosat cu aplicatie si tenacitate pe ideea culturii corpului uman, fixându-i reperele semantice si axiologice în functie de un antropocentrism tutelar, ideea ca omul este masura tuturor lucrurilor l-a mentinut permanent racordat la etalonul uman, iar prin figuratie si metafora a înnobilat permanent conceptul.
Înca de la începuturile creatiei, a crezut în desen ca rigoare a artei si studiile succesive n-au urmarit doar glosele pe un motiv esential, ci a încercat spiritualizarea unei forme ideale prin viziune si tratament plastic. Astfel, morfologicul s-a convertit în sintaxe aplicate si expresive, fiecare noua lucrare fiind, de fapt, o originala ipoteza asupra viului. Studiile libere de arta au avut avantajul de a nu-i bloca imaginarul în formule impuse de autoritatea unor maestri ci, dimpotriva, sa-si configureze de timpuriu o sigla de identitate si stil. Indiferent ca a lucrat în piatra, marmura sau bronz, a visat sa plampdeasca o lume a femininului ca principiu esential al regenerarii organice. Viata seamna în opera sa cu un veritabil si continuu elogiu adus feminitatii, maternitatii ca elemente constitutionale ale misterului lumii.
Afin solutiilor irimesciene a stiut sa faca diferenta prin idee si un mod personal de a se raporta la dialogul inefabil dintre volum si mediul ambiant, spatiul precis configurat în geometria lui naturala. Notiunea timpului este nuantata din perspectiva timpului ca un concept abstract, obiectiv si infinit, ale carui racorduri cu umanul pot fi identificate în notiunea mai nuantata, aceea a vremii. Vremea este umana ca timp istoric sau ca desfasurare evenimentiala individuala, personalizata, în relatie cu existenta umana inevitabil limitata dar si ca duh al ordinii cosmice. Într-un anume fel, dialectica ontologica se spiritualizeaza prin însusi faptul fiintarii. În expresie plastica, mai important ne apare însa faptul ca Marcel Guguianu acorda privilegii realtiilor dintre volumul sculptural si lumina. Artistul îsi gestioneaza identitatea, înglobând în substanta ei, succesivele lectii ale traditiei sculpturale românesti si nu evita sporirile aduse artei sculpturii în succesivele sinteze propuse de arta moderna. Modelele artistice ale secolului al XX-lea l-au marcat în sensul în care a reusit sa se despovareze de ele dupa ce le-a identificat si virtutile si limitele. Prin Giacometti a ajuns la efilarea volumului, prin dematerializare, prin Boccionni la asumarea miscarii interioare si structura animata de vânturi imprevizibile, prin Henri Moore a avut acces la dialogul dintre plinuri si goluri. Hans Arp su Calder i-au amplificat registrul conexiunilor posibile dar, stiindu-le a putut sa le evite. Modernitatea lui Guguianu sta în recuperarea originarului, a formei care, prin metafora si simbol, încorporeaza o atitudine în fata lumii sale interioare.
Asemenea oricarui artist autentic, a vedea simplu echivaleaza cu a vedea departe iar lectia lui Brâncusi i-a reconfirmat faptul ca numai sintezele simbolice pot cu adevarat recupera arhetipuri, imagini ale unui fabulos illo tempore, ca dominanta a trecutului utopic. Caracterul original al sculpturii lui Guguianu sta deopotriva în idee cât si în solutii. Astfel si-a configurat o viziune si un stil, ambele inconfundabile, bazate pe o filosofie unde a exista nu este aidoma cu a fi. Mesajele lui sunt în mare masura veritabile glose despre conditia omului si umanitate, despre creativitate si perfectiune. Considera, probabil, ca omul este cu adevarat liber doar prin gând si inteligenta si cu siguranta demiurgic doar prin creatie. Structural solar si apolinic, face din elgiul feminitatii vectorul unei cordiale confraternitatii cu natura. Nu o exalta din perspectiva misterului ca romanticii altadata ci, doar, o respecta si lucreaza permanent în sensul ei. Vedem aici optiunea unui lucid dublat de un spirit deschis spre lectura poetica a lumii unde simbolismul metaforei înlesneste accesul în materialitate. Conceptul plastic al operei lui Guguianu se defineste în relatie cu valorile românesti perene ale genului si, prin acestea, cu orizontul artistic european deschis catre toate azimuturile.
- Adrian Păunescu

Triumful lui Guguianu
Mai vine clipa si mai trece omul,
Torential si vinovat se moare, 
Prin tara unde seceta e mare, 
Dar si mai mare este Guguianu.
În tragica dezordine pagâna,
El stie sa impuna armonie, 
Si-n arta lui, cea limpede si vie, 
Creatia divina o îngâna.
Sfârsitul lumii iarasi ne încearca,
Traim, ghebosi, în niste paranteze, 
Ca într-un fel de resturi de la Arca,
Dar mai exista constiinte treze, 
Când marmura consimte sa urmeze
Aceste mâini, din alte veacuri, parca.
- Larisa Ionescu - La 85 de ani Guguianu, un Rodin al României

Pâna în urma cu câteva zile, Sala Dalles a fost gazda unei expozitii de exceptie: Retrospectiva Marcel Guguianu. Plasticianul Tandretii, asa cum a fost numit, a reunit la un loc, cu prilejul închiderii, multe personalitati de calibru: Sabin Balasa, Adrian Paunescu, Razvan Theodorescu, Cornel Todea, Mugur Isarescu, Ioan Talpes, Adrian Vasilescu, Monica Davidescu s.a. Artistul, ale carui lucrari stilizeaza eternul feminin în sculpturi unice, realizate în materiale diverse, de la marmura la bronz, Guguianu este, la 85 de ani (vârsta pe care a aniversat-o recent, prilej cu care îi uram La multi ani!), acelasi vesnic îndragostit. 
Femeia, fie ea mama, sora, sotie ori prietena, îi inspira creatii care îsi revendica termenul de Perfectiune, care îsi pierde conotatia ideala în beneficiul uneia concrete. Lucrarile sale sublimeaza Dragostea si Frumosul, de la portretul lui Mihai Eminescu la Lia Ciocârlia si nenumarate întrupari feminine, toate respirând gratie si haruire.
„Eu simt ca exist si trebuie sa ajung acolo în Universal, caci viata noastra e scurta, cea a artei lunga, a lumii infinita. Sunt si eu abia o adiere în uraganul vietii, iar uraganele se nasc din adieri”, declara artistul în catalogul expozitiei.
Totodata, beneficiind de o vitalitate debordanta de invidiat, el ne-a marturisit ca lucreaza acum la un ansamblu care evoca patru genii ale României: Ion Luchian, George Enescu, Nicolae Iorga si Mihai Eminescu. Personalitatile de marca prezente la eveniment au descris, fiecare în parte, geniul lui Guguianu din unghiuri unice, pe care le veti afla din cele ce urmeaza.
- Cornel Todea

"Este o betie de forme realizate de acest fabulos personaj, care are o stranie comportate vizavi de el însusi. Pentru ca Guguianu este o persoana a carui principala atitudine este modestia, discretia, eleganta, care îl fac sa fie un super-rafinat stapân al formelor, stapân al unei materii teribil de complicate, pentru ca nu e usor sa le stapânesti. Este un artist care traieste o stare de exaltare, de încântare si de gratie, iar eu unul resimt un regret pentru ca am descoperit aceste creatii abia la sfârsitul expozitiei. Regret pe care sper sa-l împartasesc cu toti cei care citesc si care poate au ratat aceasta sansa. Si asta este o vina a modului în care se traieste în Bucuresti: exista reclame la tigari, la masini sau telefoane, dar nu la expozitiile de calitate."
- Mugur Isărescu

„Îl revad dupa 11 ani si am venit în semn de pretuire pentru el si pentru opera lui, si în amintirea acelei zile minunate când la Washington, în holul mare al Bancii Mondiale, a avut loc vernisajul Expozitiei Guguianu, si am fost mândru ca sunt român.
- Ioan Talpeș

„Bineînteles nu poti, vazând aceasta expozitie, decât sa întelegi ca în lumea aceasta exista si zone care îti depasesc cu mult imaginatia, exista zone ale Frumosului de care n-ai sperat sa te apropii si care ti se releva prin imaginatia unui interpus care se întâmpla sa fie Marcel Guguianu. Nu pot sa nu spun genial, nu doar pentru ca niciodata n-as fi putut sa îmi imaginez aceste forme si expresii ale Frumosului, ci si pentru ca viata mea a fost apropiata unei lumi care comunica cu cea culturala, si cred ca Guguianu este chiar în centrul culturii si nu poate exista în afara expresiei care socheaza. E o sansa sa fii contemporan cu o asemenea personalitate, sa te apropii de modul sau de a fi si de a comunica cu lumea.”
- Adrian Vasilescu

„Îl cunosc de mai multa vreme pe maestru, i-am urmarit în timp opera, si e ceva fascinant aici. E un spectacol unic”.

## Moștenire
În 2004, a fost dat în folosință Pavilionul expozițional ”Marcel Guguianu” pentru a pune în valoare lucrările donate de sculptor muzeului ”Vasile Pârvan” din Bârlad